# ロバート・ロダット
ロバート・ロダット（Robert Rodat, 1953年 - ）は、アメリカ合衆国の脚本家、テレビプロデューサーである。

## キャリア
1992年の『メジャーリーグをぶっ飛ばせ!』で脚本家デビューする。
1998年にスティーヴン・スピルバーグ監督の『プライベート・ライアン』の脚本を書き、アカデミー脚本賞にノミネートされた。
2011年より企画・製作総指揮を務めているテレビドラマ『フォーリング スカイズ』で再びスピルバーグと組んでいる。
2000年の『パトリオット』以降、映画の脚本を書いていなかったが、『マイティ・ソー』の続編『マイティ・ソー/ダーク・ワールド』（2013年）のリライトで久しぶりに映画の仕事をすることとなった。

## フィルモグラフィ

### 映画
- メジャーリーグをぶっ飛ばせ! The Comrades of Summer (1992) 脚本
- Tall Tale (1995) 脚本
- グース Fly Away Home (1996) 脚本
- ザ・リッパー The Ripper (1997) テレビ映画、脚本
- プライベート・ライアン Saving Private Ryan (1998) 脚本
- 36時間 36 Hours to Die (1999) テレビ映画、脚本
- パトリオット The Patriot (2000) 脚本
- マイティ・ソー/ダーク・ワールド Thor: The Dark World (2013) 脚本
- The Catcher Was a Spy (2018) 脚本
- 潜水艦クルスクの生存者たち Kursk (2018) 脚本

### テレビシリーズ
- フォーリング スカイズ Falling Skies (2011-2015) 企画・製作総指揮